# Lanio versicolor
Lanio versicolor là một loài chim trong họ Thraupidae.
Loài chim này được tìm thấy ở Bolivia, Brazil, Peru và trong các khu rừng đất thấp ẩm nhiệt đới hoặc cận nhiệt đới. Hai phân loài được công nhận, L. v. versicolor từ phía đông Peru, miền tây Brazil và miền bắc Bolivia, và L. v. parvus từ miền đông và miền trung Brazil và đông bắc Bolivia.